# Колесников, Николай Кондратьевич
Николай Кондратьевич Колесников (род. 1910, Юзовка, Екатеринославская губерния) — советский хозяйственный и государственный деятель, Герой Социалистического Труда.

## Биография
Родился в 1910 году в посёлке Ветка (ныне — часть Донецка). Член КПСС.
Окончил Сталинский индустриальный институт.
В 1925—1934 — помощник машиниста, машинист на Уссурийской железной дороге, техник-механик на Ворошиловградском паровозостроительном заводе.
В 1938—1940 — инженер-конструктор конструкторского бюро Сталинского завода имени XV лет ВЛКСМ.
В 1940—1941 — старший инженер-конструктор машиностроительного завода «Красный молот».
Интернирован нацистской Германией как советский инженер-специалист в Дюссельдорфе, обменян на немецких интернированных в 1941 году.
В 1942—1973 — начальник технического отдела, директор машиностроительного завода «Красный молот» Министерства химического и нефтяного машиностроения СССР в городе Грозном Чечено-Ингушской АССР.
Указом Президиума Верховного Совета СССР от 20 апреля 1971 года присвоено звание Героя Социалистического Труда с вручением ордена Ленина и золотой медали «Серп и Молот».
Делегат XXIII съезда КПСС.
Жил в Грозном.

## Награды и звания
- Герой Социалистического Труда (20.04.1971)
- Орден Ленина (20.04.1971)
- Орден Трудового Красного Знамени (08.05.1948)
- Орден «Знак Почёта» (15.03.1963)